# Giovanni Guidelli
Giovanni Guidelli (Arezzo, 6 novembre 1966) è un attore italiano.

## Biografia
Nato ad Arezzo nel 1966, ha vissuto a Firenze. A 10 anni, in seguito ad un'audizione, entra a far parte degli attori della sede Rai di Firenze. A 17 anni entra nella Bottega Teatrale di Vittorio Gassman, dove ha le sue prime esperienze di recitazione, e nello stesso anno si iscrive al Conservatorio di Firenze, dove prosegue gli studi musicali intrapresi da bambino.
Esordisce nel 1982 con una parte ne La notte di San Lorenzo, diretto dai fratelli Taviani. Successivamente è tra i protagonisti di Domani accadrà (1988), regia di Daniele Luchetti. Nell'anno successivo gira Bankomatt, accanto a Bruno Ganz e Francesca Neri.
Nel 1990 è con Helena Bonham Carter e Helen Mirren nel film Where Angels Fear to Tread.
Ha partecipato come attore in diverse fiction televisive, interpretando l'avvocato Roberto Ansaldi nella soap opera Incantesimo e il sacerdote cattolico Giovanni Macchio nel telefilm Un medico in famiglia.
Nel 2000 è nel cast della serie La squadra dove interpreta dall'inizio l'agente Fabrizio Nava, ruolo ricoperto fino alla terza stagione della serie. Ottiene poi una parte nella seconda stagione di Elisa di Rivombrosa, fiction che ottenne significativi riscontri di ascolti, con il ruolo di Victor Benac.
Nel 2010 ha il ruolo di uno degli agenti dell'Interpol nel film The Tourist, con Johnny Depp. Nel 2011 è nel cast di Un amore e una vendetta, nel ruolo di Paolo Bianchi.
Per il teatro ha curato l'adattamento e la regia di spettacoli quali Il taglio del bosco, The Medici congiura 2.0 e Frankenstein, portati in scena dalla compagnia Avatar.

## Filmografia parziale

Giovanni Guidelli, nel ruolo di ragazzino-esca dei nazifascisti, nel film La notte di San Lorenzo

### Cinema
- La notte di San Lorenzo, regia dei fratelli Taviani (1982)
- Domani accadrà, regia di Daniele Luchetti (1988)
- Disamistade, regia di Gianfranco Cabiddu (1988)
- Tracce di vita amorosa, regia di Peter Del Monte (1990)
- L'amore necessario, regia di Fabio Carpi (1991)
- Monteriano - Dove gli angeli non osano metter piede (Where Angels Fear to Tread), regia di Charles Sturridge (1991)
- Fiorile, regia dei fratelli Taviani (1993)
- Empoli 1921 - Film in rosso e nero, regia di Ennio Marzocchini (1994)
- Cosa c'entra con l'amore, regia di Marco Speroni (1997)
- The Tourist, regia di Florian Henckel von Donnersmarck (2010)

### Televisione
- Moscacieca – miniserie TV (1994)
- Incantesimo – soap opera (1998-2000)
- La squadra – serie TV (2000-2002)
- Un medico in famiglia – serie TV (2003-2004)
- Elisa di Rivombrosa – serie TV (2005)
- Distretto di Polizia – serie TV, episodio 5x01 (2005)
- Don Matteo – serie TV (2008, 2011, 2016)
- Tutta la verità, regia di Cinzia TH Torrini – miniserie TV (2009)
- Un amore e una vendetta, regia di Raffaele Mertes – miniserie TV (2011)
- La ragazza americana, regia di Vittorio Sindoni – miniserie TV (2011)
- Rossella – serie TV (2011)
- I segreti di Borgo Larici, regia di Alessandro Capone – miniserie TV (2014)
- L'allieva – serie TV (2018)
- Fosca Innocenti – serie TV, episodio 1x02 (2022)